# Mavis (cráter)

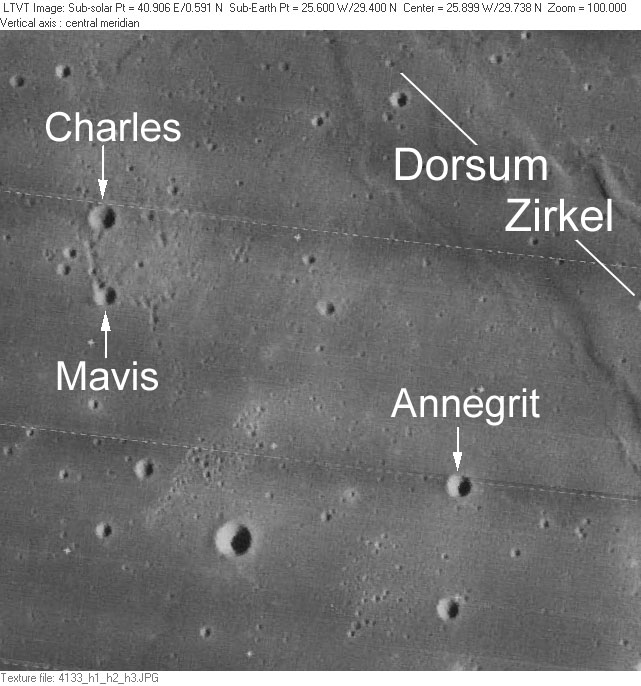
Entorno de Mavis

Mavis es un pequeño cráter de impacto perteneciente a la cara visible de la Luna. Está situado sobre el Mare Imbrium, al norte del Mons La Hire y al este del cráter Caventou. Sus vecinos más cercanos son otros dos pequeños cráteres: Charles (situado al norte) y Annegrit (al sursureste).
|  |

El cráter tiene forma de copa, y es el mayor de una pequeña catena formada por tres cráteres. La altura del brocal sobre el terreno circundante es de unos 40 m. Según sus características morfológicas, pertenece al tipo ALC (en referencia a un representante típico de esta clase, el cráter Albategnius C).
El nombre procede de una designación originalmente no oficial contenida en la página 40A1/S1 de la serie de planos del Lunar Topophotomap de la NASA, que fue adoptada por la UAI en 1976.